# Jean de Murs
Jean de Murs, aussi connu sous les noms Jean des Murs, Jean des Meurs ou Johannes de Muris (vers 1290 — vers 1351-1355) est un mathématicien, astronome, théoricien de la musique de l'ars nova, et ecclésiastique français. Les formes Jean de Murs, Jean des Murs et Jean de Meurs ne se trouvent que dans des documents tardifs.

## Biographie
Il est né dans le diocèse de Lisieux à la fin du XIIIe siècle, peut-être dans une famille de petite noblesse car il est apparenté à Julien des Murs, secrétaire de Charles V.
En 1317, il propose une réforme du calendrier. Il a étudié à Évreux où il était en 1318. Il y fait des observations astronomiques en mars 1319 ; puis il a enseigné à la Sorbonne avec le titre de Magister artium en 1323 et 1324, date de rédaction de son Musica speculativa secundum Boecium.
En 1326 et 1327 on le retrouve à Fontevrault et de nouveau à Évreux en 1332 et 1333, peut-être comme rector scholarum. Le 14 mai 1333, en présence de la reine de Navarre Jeanne II, il observe une éclipse et note que le phénomène a débuté dix-sept minutes plus tôt que ce que notaient les tables alfonsines.
Pendant l'hiver 1336-37 il effectue d'autres observations astronomiques à Paris et rédige un opuscule proposant de compenser l'erreur due à l'utilisation du calendrier julien : supprimer toutes les années bissextiles pendant quarante ans... Ce qui le fit mander par le pape Clément VI à Avignon en 1344, pour sa réforme du calendrier - mais les travaux partagés avec un autre parisien, Firmin de Belleval, dans leur Epistola ad dominum papam Clementem VI super reformatione antiqui Kalendarii - ne sont pas source de réforme. Il semble que les tables alfonsines qui servent de base au travail de Jean aient suscité la méfiance des astronomes contemporains. Jean et Firmin corrigèrent donc seulement le calendrier lunaire, qui sert à la détermination de la fête de Pâques.
En 1342 il est un des chanoines à Mézières-en-Brenne (Indre), où il écrivit sans doute son ouvrage principal : Quadripartitum numerorum.

## Théorie de la musique
Théoricien de la musique, il publie De sonis musicis sur les proportions mathématiques en musique et Ars novæ musicæ sur les intervalles en musique publié en 1319. Il publie ensuite Musica speculativa secundum Boethium en 1323 puis  Libellus cantus mesurabilii.
C'est un des  précurseurs de l'unification du quadrivium et ses théories sont enseignées à la Sorbonne et dans de nombreuses universités de France et d’Allemagne. Jean de Murs applique les proportions numériques à la musique polyphonique parce qu’il croit à l'existence de relations entre les proportions numériques de la musique et celles de l'univers.
Avec Philippe de Vitry, c'est un des fondateurs de l'Ars nova en France. Il présente le système mensuraliste de l’ars nova dans Notitia Artis Musicae en 1321

## Œuvres

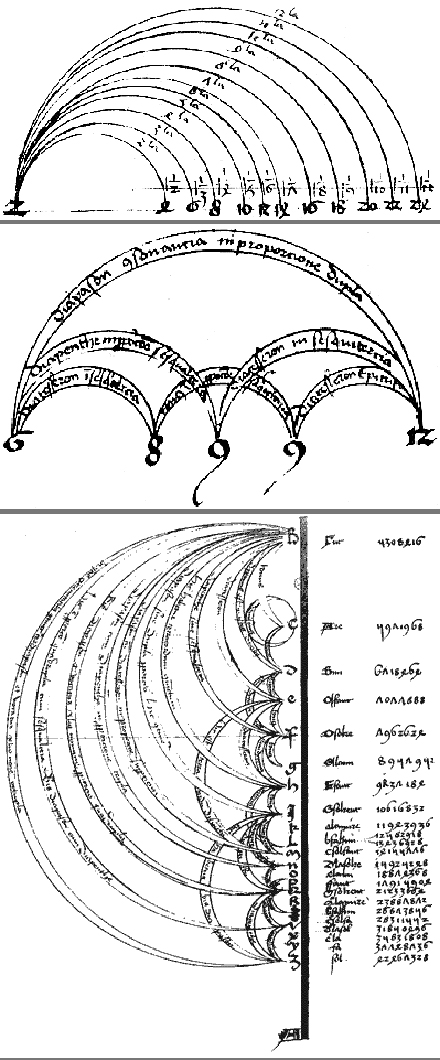
Johannes de Muris - Proportions.

### Astronomie
- Expositio intentionis Regis Alphonsi circa tabulas eiun (Paris, BN, Ms. 7281, unique exemplaire trouvé) Emmanuel Poulle (voir paragraphe Éditions) considère qu'il peut s'agir là de notes mises bout à bout dans des circonstances diverses et à des dates variables.
- Epistola ad dominum papam Clementem VI super reformatione antiqui Kalendarii (Paris, BN, Ms. Lat. 15104, fos  50v-57v)

Il est aussi l'auteur d'une lettre à Clément VI où il prédit une catastrophe pour l'année 1357 (Paris, BN, Ms. Lat. 7443, fos  33-34v) 

### Mathématiques
Quelques opuscules assez peu originaux, touchants à l'arithmétique, la géométrie, l'algèbre ainsi que la trigonométrie.
- Canon tabule tabularum (1321) C'est une table de multiplication en numérotation sexagésimale.
- Arbor boeti de arte numerorum sumpta et ordinata (Sorbonne, 1324 - Paris, Ms. Lat. 16621, fol. 62v-64)
- De arte mensurandi (Paris, Ms. Lat. 9410, fos  1-67 [3])
- Opus quadripartitum numerorum sive de mensurandi ratione (nov. 1341 - connu en cinq copies manuscrites) Les trois premiers chapitres sont consacrés à l'arithmétique pure et le dernier à l'arithmétique appliquée.

### Musique
Voici le domaine où Jean des Murs a eu le plus d'influence, s'occupant de techniques relatives à la musique proportionnelle. Le musicologue Edmond de Coussemaker, lui avait attribué à tort le Speculum musice qui n'est pas de lui, mais de Jacques de Liège (on y trouve l'acrostiche Iacobus). Ce qui ramène à trois ouvrages certains et deux autres probables, outre deux courts écrits anonymes regroupés dans la section « Autres ». 
- Ars nove musice ou Notitia artis musice (entre 1319-1321 - dix manuscrits connus) Il s'agit d'un manifeste en faveur de l’Ars nova, dont il est avec Philippe de Vitry le grand propagateur.
- Compendium musicæ practicæ ou  Quæstiones super partes musicæ (v. 1322)[4]
- Musica speculativa secundum Boetium (pub. juin 1322 - cinquante  manuscrits connus). Il s'agit d'un abrégé du texte de Boèce exposant les principes de l'harmonie. Il fut obligatoire dans plusieurs universités d'Europe orientale au XIVe et XVe siècles.
- Libellus cantus mensurabilis (v. 1340) Les manuscrits d'origines italiennes[5] portant souvent la mention « secundum Johannem de Muris » les musicologues pensent qu'il s'agit-là d'un texte de disciples ou de notes de cours donnés par le maître.
- Ars contrapuncti [4] S'il est authentifié ce serait le seul traité du genre de Jean des Murs, bien qu'il ne soit guère original.

### Autres
Pas de certitude d'attribution.
- Paris, BN, Ms. lat. 7378A, incipit : Omnes homines (v. 1320) Traité en trois livres.
- Valde honorandus est beatus Joannes / Per gramma prothoparet.

### Éditions
- Le "Quadripartitum numerorum" de Jean de Murs, introd. et éd. critique par Ghislaine L'Huillier, Paris, École des chartes, 1991, 661 p.
- M. Gerbert, Scriptores ecclesiastici de musica sacra, III, St. Blasien, 1784, p. 249-283, 256-258, 292-301 et 312-315 (Ars nove musice), p. 301–306 (Compendium musicæ practicæ).
- E. de Coussemaker, Scriptorium de musica medii ævi nova series, Paris, 1864–1876, III, p. 46–48 (Libellus cantus mensurabilis) et p. 56–68 (Ars contrapuncti).

Revues
- Expositio intentionis Regis Alphosi circa tabulas eiun, commentaire par E. Poulle, dans AHDL, XLVII, 1980, p. 250–268.

### Articles et chapitres sur Jean de Murs
- Roger Aubert, « Jean des Murs », dans Dictionnaire d'histoire et de géographie ecclésiastiques, Letouzey et Ané, t. 27, p. 327 sqq., 2000.
- Eugène Déprez, « Une tentative de réforme du calendrier sous Clément VI. Jean des Murs et la chronique de Jean de Venette », dans MÉFrR, XIX, 1899, p. 131–143.
- Pierre Duhem, Le système du monde : histoire des doctrines cosmologiques de Platon à Copernic, vol. IV, Paris, 1916, p. 30–38 et 51–60 (analyse de l’Epistola ad dominum...), rééd. Hermann 1984 (OCLC 630456524).
- Emmanuel Poulle, Les astronomes parisiens au XIVe siècle et l'astronomie alphonsine, Histoire littéraire de la France, Paris, de Boccard, t. 43:1, 2005, p. 1–54.
- Thérèse Charmasson, « L'arithmétique de Roland l'Écrivain et le « Quadripartitum numerorum » de Jean des Murs », dans Revue d'histoire des sciences, XXXI, 1978, p. 173–176.